# Canthocamptus stroemii
Canthocamptus stroemii is een eenoogkreeftjessoort uit de familie van de Canthocamptidae. De wetenschappelijke naam van de soort is voor het eerst geldig gepubliceerd in 1850 door Baird.